# Sverker den yngre
Sverker den yngre (även kallad Sverker Karlsson och Sverker II), född 1164, död 17 juli 1210 i slaget vid Gestilren (stupad), var kung av Sverige 1196–1208, son till kung Karl Sverkersson och drottning Kristina.

## Biografi
Då Sverkers far, kung Karl dödats 1167 på Visingsö av Knut Eriksson i kampen om kungakronan, fördes Sverker till sin mor Kristina "hvítaleð"s släkt i Danmark för en säkrare uppväxt. När kung Knut dog omkring 1196 var hans söner för unga för att någon av dem kunde väljas till kung, Sverker återkom till Sverige och valdes till kung med jarlen Birger Brosas stöd. 
Sverker gifte sig med den danska stormansdottern Bengta Hvide senast 1190 och de fick minst tre barn. Hon dog före 1200 då Sverker gifte om sig med Birger Brosas dotter Ingegärd och de fick sonen Johan. 
Under Sverkers tid kulminerade maktkampen mellan Sverkerska ätten och Erikska ätten. Sverker hade nära kopplingar till påvestolen och främjade kyrkans politik i Sverige och en stark kungamakt medan den Erikska ätten främjade en nationell kyrka, kungens rätt att utse biskopar samt stormännens traditionella regionala makt och självbestämmande.[källa behövs] Danska intressen stödde också Sverker som ville utöka det danska riket, bland annat sökte Valdemar Sejr att införliva Västergötland med Danmark genom att stödja Sverker med danska trupper[källa behövs] men misslyckades i slaget vid Lena.

### Kyrkoprivilegier
Sverker utfärdade det äldsta kända generella kyrkoprivilegiet i Sverige genom donations- och privilegiebrev för Uppsala domkyrka och ärkebiskopen Olof Lambatunga år 1200. Privilegierna innebar bland annat att man skilde på civilrätt (världslig) och kanonisk rätt (kyrklig) som betyder att präster inte kunde dömas av en civildomstol i brottsmål utan bara av ett domkapitel. Kyrkan i Sverige blev också befriad från viss kunglig beskattning och blev därmed ett eget frälse. I gengäld erbjöd kyrkan den skriftliga administration som var nödvändig i systemskiftet från flera regionala maktcentra ledda av stormän mot en mer central kungamakt och rättsapparat som Sverker sökte bygga upp.

### Stridigheter och död
Kung Sverkers välde var omstritt, och när Birger Brosa dog 1202 ökade motsättningarna mellan de olika stormannagrupperna. Knut Erikssons fyra söner som dittills vistats vid hovet sökte sig till Norge. När Sverker utsåg sin minderårige son Johan till jarl reagerade de Erikssonska bröderna med ett uppror. Understödda av den norska gruppen birkebeinarna drabbade de samman med Sverkers här i slaget vid Älgarås 1205 i Tiveden. Tre av bröderna dödades vid slaget och den överlevande Erik Knutsson, flydde därefter till Norge.
Erik Knutsson återkom med en svensk-norsk här och mötte kung Sverker vid slaget vid Lena 31 januari 1208. Sverker hade dansk hjälp och hans svärfar, Ebbe Sunesson Hvide ledde den danska hjälphären som enligt medeltida källor uppgick till 18 000 man (troligen starkt överdrivet). Men Erik besegrade Sverkers här och valdes till kung av Sverige medan Sverker flydde med sin familj och ärkebiskop Valerius till Danmark. 
Påven Innocentius III stödde Sverker mot Erik och stormannafraktionen med ett påvligt brev 1209 vilket hindrade Erik att officiellt bli krönt till kung i Sverige. I ett sista försök att återerövra riket samlade Sverker en här och mötte Erik och folkungarna vid den länge oidentifierade orten Gestilren i juli 1210, där Sverker stupade. Västgötalagens kungalängd nämner att det var folkungar som dödade kung Sverker, och att deras ledare Folke jarl också stupade där. Sverker begravdes i ättens begravningskyrka i Alvastra.

## Giftermål och barn
Med Bengta (gift c. 1180):.
1. Helena, gift med jarl Sune Folkesson (Bjälboätten) lagman i Västergötland. En av deras ättlingar var Gustav Vasa.
2. Karl (död 1198).
3. Kristina (död 1252), gifte med Henrik Burwin II av Mecklenburg (har även ansetts vara dotter till kung Karl I).
4. Margareta (född 1192), gift med Wizlaw I av Rügen.

Med Ingegärd (gift 1200):
1. Johan  (1201–1222), svensk kung 1216 (ej att förxäxla med Jon Jarl).
2. Ingrid, abbedissa i Vreta[3]

## Fiktivt porträtt
I de två Arnfilmerna spelas han av Joel Kinnaman.